# シーヒーロー
シーヒーロー（Sea Hero, 1990年3月4日 - 2019年6月12日）はアメリカ合衆国の競走馬・種牡馬。1993年のケンタッキーダービーに優勝した。

## 経歴
オーナーブリーダーのポール・メロンが生産したサラブレッドの牡馬である。メロンは84歳の時に自身の持つ競馬資産の多くを処分したが、シーヒーローは手放さず自身の所有するロークバイステーブル名義で競走馬とし、マッケンジー・ミラー調教師に預けられた。シーヒーローは気性が荒く、ハミの上に舌を乗せる癖があったので、ミラーはその改善のために馬具をいろいろ試していたという。
シーヒーローは1992年7月13日のベルモントパーク競馬場の未勝利戦でデビューを迎えたが4着、4戦目の芝コースの未勝利戦で初勝利を挙げた。続いて同じく芝の一般戦を勝利したのち、再びダート路線に転向、シャンペンステークス（G1・8 ハロン）に出走してこれを優勝した。その後ブリーダーズカップ・ジュヴェナイル（G1・8.5ハロン）7着を最後にその年を終えた。
明けて1993年の3歳シーズン初頭は順調ではなく、ガルフストリームパーク競馬場のパームビーチステークス（G3・8.5ハロン）で始動するも9着、続く一般戦でも3着となかなか勝ち星を得られず、ケンタッキーダービー（G1・10ハロン）の前哨戦となるブルーグラスステークス（G2・9ハロン）でも勝ち馬プレイリーバイユーから2馬身以上離された4着と目立つ戦績を挙げられなかった。このためケンタッキーダービー本戦でのシーヒーローは単勝オッズ14倍と穴馬扱いで、レースのスタートからも後方集団につけていたが、戻りのコーナーで前方に進出し、最後の直線手前で内側に鋭く切れ込んで先頭に立つとそのまま先団を突き放し、最後に追い上げてきたプレイリーバイユーに2馬身半差をつけて優勝を手にした。鞍上を務めてきたジェリー・ベイリーにとっては初のダービー制覇で、馬主のメロンはジョン・ガルブレス以来2人目の英米ダービー制覇を成し遂げた馬主となった。
続くプリークネスステークス（G1・9.5ハロン）では5着、ベルモントステークス（G1・12ハロン）では7着と良い結果を出せなかったものの、ジムダンディステークス（G2・9ハロン）4着を挟んで出走したトラヴァーズステークス（G1・10ハロン）ではベルモントステークス優勝馬コロニアルアッフェアーらを破って優勝を果たした。同年はその後ウッドバイン競馬場のモルソンエクスポートミリオンに出走して3着になったのが最後であった。年度代表馬選考においては最優秀3歳牡馬部門でプレイリーバイユーに敗れ、受賞はならなかった。
その後4歳シーズンも8戦をこなしたが、一般戦での1勝以外で勝ち星は得られず、芝路線へと転向するもののボウリンググリーンハンデキャップ（G2・芝9ハロン）で2着に入ったのが最高であった。

## 種牡馬入り後
1995年にレーンズエンドファームで種牡馬入りし、初年度の種付け料は10000ドルに設定されていた。初期の産駒が走らなかったことから1999年にトルコのカラジャベイペンションスタッドへと輸出されたが、その直後にシンディーズヒーロー（Cindy's Hero, 1998年生）がデルマーデビュータントステークス（G1）に優勝している。トルコジョッキークラブの調べによれば、シーヒーローの産駒419頭のうち211頭が勝ち上がり、産駒の稼いだ総賞金は32,890,013リラに及ぶという。
シーヒーローは2015年に種牡馬を引退し、その後2019年6月12日に29歳で死亡した。
また、サラトガ競馬場のパドック付近とNational Sporting Libraryにはシーヒーローの功績を称えた銅像が建てられている。

## 血統表
| シーヒーローの血統                           | シーヒーローの血統               | シーヒーローの血統               | （血統表の出典）                 | （血統表の出典） |
| 父系                                         | ダンジグ系                       | ダンジグ系                       | ダンジグ系                       | [ § 2 ]          |
| 父 *ポリッシュネイビー Polish Navy 1984 鹿毛 | 父の父Danzig 鹿毛 1977           | Northern Dancer                  | Nearctic                         | Nearctic         |
| 父 *ポリッシュネイビー Polish Navy 1984 鹿毛 | 父の父Danzig 鹿毛 1977           | Northern Dancer                  | Natalma                          |                  |
| 父 *ポリッシュネイビー Polish Navy 1984 鹿毛 | 父の父Danzig 鹿毛 1977           | Pas de Nom                       | Admiral's Voyage                 | Admiral's Voyage |
| 父 *ポリッシュネイビー Polish Navy 1984 鹿毛 | 父の父Danzig 鹿毛 1977           | Pas de Nom                       | Petitioner                       |                  |
| 父 *ポリッシュネイビー Polish Navy 1984 鹿毛 | 父の母Navsup 鹿毛 1966           | Tatan                            | The Yuvaraj                      | The Yuvaraj      |
| 父 *ポリッシュネイビー Polish Navy 1984 鹿毛 | 父の母Navsup 鹿毛 1966           | Tatan                            | Valkyrie                         |                  |
| 父 *ポリッシュネイビー Polish Navy 1984 鹿毛 | 父の母Navsup 鹿毛 1966           | Busanda                          | War Admiral                      | War Admiral      |
| 父 *ポリッシュネイビー Polish Navy 1984 鹿毛 | 父の母Navsup 鹿毛 1966           | Busanda                          | Businesslike                     |                  |
| 母 Glowing Tribute 鹿毛 1973                 | 母の父Graustark 栗毛 1963        | Ribot                            | Tenerani                         | Tenerani         |
| 母 Glowing Tribute 鹿毛 1973                 | 母の父Graustark 栗毛 1963        | Ribot                            | Romanella                        |                  |
| 母 Glowing Tribute 鹿毛 1973                 | 母の父Graustark 栗毛 1963        | Flower Bowl                      | Alibhai                          | Alibhai          |
| 母 Glowing Tribute 鹿毛 1973                 | 母の父Graustark 栗毛 1963        | Flower Bowl                      | Flower Bed                       |                  |
| 母 Glowing Tribute 鹿毛 1973                 | 母の母Admiring 黒鹿毛 1962       | Hail to Reason                   | Turn-to                          | Turn-to          |
| 母 Glowing Tribute 鹿毛 1973                 | 母の母Admiring 黒鹿毛 1962       | Hail to Reason                   | Nothirdchance                    |                  |
| 母 Glowing Tribute 鹿毛 1973                 | 母の母Admiring 黒鹿毛 1962       | Searching                        | War Admiral                      | War Admiral      |
| 母 Glowing Tribute 鹿毛 1973                 | 母の母Admiring 黒鹿毛 1962       | Searching                        | Big Hurry                        |                  |
| 母系(F-No.)                                  | ラトロワンヌ牝系(FN:1-s (1-x))   | ラトロワンヌ牝系(FN:1-s (1-x))   | ラトロワンヌ牝系(FN:1-s (1-x))   | [ § 3 ]          |
| 5代内の近親交配                              | War Admiral 4x4, La Troienne 5x5 | War Admiral 4x4, La Troienne 5x5 | War Admiral 4x4, La Troienne 5x5 | [ § 4 ]          |
| 出典                                         | 1. 2. 3. 4.                      | 1. 2. 3. 4.                      | 1. 2. 3. 4.                      | 1. 2. 3. 4.      |

母グローイングトリビュートはポール・メロンの生産馬で、シープスヘッドベイハンデキャップ（G2）連覇などの成績を挙げてきた実績馬であった。繁殖成績もシーヒーロー以前から高く、特に第1仔のヒーローズオナー（Hero's Honor, 1980年生、牡馬、父ノーザンダンサー）はG1競走2勝を挙げるなど、シーヒーロー含めて産駒のうち7頭がグレード競走で勝ちを収めている。